# ジャン＝モーリス・リペール
ジャン＝モーリス・リペール （Jean-Maurice Ripert、1953年6月22日 - ）は、フランスの外交官である。 2013年から2017年まで駐ロシアフランス大使、2017年から2019年まで駐中華人民共和国フランス大使を務めた。
2009年から2011年まで、国連のパキスタン支援特使を務めた。これに先立ち、2007年から2009年まで、ニューヨークの国連でフランスの常任代表を務めていた。その立場で、2007年9月と 2009年1月に国連安全保障理事会の議長を務めた。2005年から2007年まで、フランスのジュネーヴ国連代表を務めた。
2000年から2003年まで駐ギリシャフランス大使を務めた。
2011年には駐トルコ欧州連合大使に選ばれた。